# Eucera caerulescens
Eucera caerulescens är en biart som beskrevs av Heinrich Friese 1899. Eucera caerulescens ingår i släktet långhornsbin, och familjen långtungebin. Inga underarter finns listade i Catalogue of Life.